# 秋山由五郎
秋山 由五郎（あきやま よしごろう、1865年8月5日（慶応元年6月14日） - 1948年（昭和23年）5月4日）は、日本伝道隊の巡回伝道者。ホーリネス・リバイバルの始まりに立会った中心人物。旧姓栗原。

## 生涯
1865年、武蔵国の乾物問屋栗原文治郎の次男として生まれた。1883年、アメリカのシアトルに渡り牧畜業を学んだ。帰国後新宿に店を持つ。秋山家に養子に入る。1889年に再渡米して学んでいる時に、腸チフスに罹って重態になり、死の恐怖の中で入信する。シアトルで西海岸のリバイバルを体験する。その後、シアトル青年ホームを設立して活動している時に笹尾鉄三郎に出会う。帰国後、アメリカでクリスチャンになった笹尾鉄三郎、河辺貞吉らと「ちいさき群」を結成する。後に、笹尾と共に、バークレー・バックストンの下で修養した。その時、堀内文一と共に、山陰木次、水刀屋伝道をして佐藤邦之助の一家を回心に導いた。
その後、鉄道ミッションで活動をしていた。
1904年10月、聖書学院が柏木に移転して、柏木聖書学院ができたときに、鉄道ミッションから移籍して聖書学院教師に就任する。1904年12月26日から、1905年1月5日まで柏木聖書学院で開かれた、聖別大会の最中の12月31日に、三谷種吉、伊中小市、清水俊蔵、多辻春吉らと共に按手を受けて教職に就任した。1908年7月に米子の福音伝道館の伝道者に、小出朋治と共に任命される。1904年年末年始に柏木聖書学院の聖別会が行われた時、12月31日に、三谷種吉、清水俊蔵、多辻春吉らと一緒に按手礼をうけて教職になった。1909年に新役員制度を作った時に、ホーリネス教会の巡回伝道者になる。1913年に笹尾がホーリネス教会を辞して巡回伝道者になった時には、笹尾を助けるため独立伝道者になった。関西、九州を巡回伝道していた笹尾に同伴した。笹尾が鹿児島で肋膜炎で倒れると、笹尾を東京まで連れ帰った。1914年12月30日の笹尾の死後は、日本伝道隊の巡回伝道者になった。日本でもリバイバルが起きることに情熱を傾けていた。
1919年、柘植不知人、小原十三司と共に淀橋教会で聖会を開いて、リバイバルのために徹夜で祈り、その後、長野県飯田市で3日間ありったけの罪を悔い改めた。それがきっかけとしてホーリネス・リバイバルが起こった。その後のリバイバルの集会などで説教などをして中心的な役割を果たした。
1948年5月4日、巡回伝道先の静岡県御殿場で客死する。